# Ödkarspitze central
L'Ödkarspitze central (ou Mittlere Ödkarspitze) est un sommet des Alpes, à 2 745 m d'altitude, dans le massif des Karwendel, et précisément du chaînon de Hinterautal-Vomper, en Autriche (Tyrol).